# Блумвілл (Огайо)
Блумвілл (англ. Bloomville) — селище (англ. village) в США, в окрузі Сенека штату Огайо. Населення — 867 осіб (2020).

## Географія
Блумвілл розташований за координатами 41°3′5″ пн. ш. 83°0′49″ зх. д. / 41.05139° пн. ш. 83.01361° зх. д. (41.051373, -83.013668).  За даними Бюро перепису населення США в 2010 році селище мало площу 1,56 км², уся площа — суходіл.

## Демографія
Згідно з переписом 2010 року, у селищі мешкало 956 осіб у 349 домогосподарствах у складі 229 родин. Густота населення становила 612 особи/км².  Було 382 помешкання (244/км²).
Расовий склад населення:
| - 97,4 % — білих - 0,2 % — чорних або афроамериканців - 0,1 % — корінних американців |

До двох чи більше рас належало 1,6 %. Частка іспаномовних становила 2,1 % від усіх жителів.
За віковим діапазоном населення розподілялося таким чином: 29,7 % — особи молодші 18 років, 56,1 % — особи у віці 18—64 років, 14,2 % — особи у віці 65 років та старші. Медіана віку мешканця становила 34,3 року. На 100 осіб жіночої статі у селищі припадало 102,1 чоловіків;  на 100 жінок у віці від 18 років та старших — 93,1 чоловіків також старших 18 років.
Середній дохід на одне домашнє господарство  становив 42 442 долари США (медіана — 34 342), а середній дохід на одну сім'ю — 48 803 долари (медіана — 39 917). Медіана доходів становила 31 083 долари для чоловіків та 25 714 долари для жінок. За межею бідності перебувало 21,1 % осіб, у тому числі 36,4 % дітей у віці до 18 років та 16,9 % осіб у віці 65 років та старших.
Цивільне працевлаштоване населення становило 400 осіб. Основні галузі зайнятості: виробництво — 24,5 %, освіта, охорона здоров'я та соціальна допомога — 23,3 %, роздрібна торгівля — 11,5 %, мистецтво, розваги та відпочинок — 10,8 %.